# Sibusiso Nyembezi
Cyril Lincoln Sibusiso Nyembezi, né le 6 décembre 1919 et mort en 2000, est un écrivain sud-africain, enseignant et éditeur zoulou . 

### Romans
- Mntanami! Mntanami!, Lincroft books (première édition en 1950, ensuite renommé Ushicilelo lwesithathu pour sa troisième édition en 1965)
- Ubudoda abukhulelwa, Shuter and Shooter (1953)
- Inkinsela yase Mgungundlovu, Shuter and Shooter (1961), Inkinsela yase Mgungundlovu a été adapté en série télévisée.

### Poésie
- Imisebe yelanga, Afrikaanse Pers Boekhandel (1963)
- Amahlunga aluhlaza, Shuter and Shooter (1963)

### Folklore
- Zulu Proverbs, Johannesburg : University of the Witwatersrand
- Izibongo zamakhosi, Pietermaritzburg: Shuter and Shooter.(1958)
- Inqolobane yesizwe (with Otty Ezrom Nxumalo), Pietermaritzburg : Shuter and Shooter (1966)

### Traductions
- Cry, The Beloved Country, by Alan Paton, traduit en zoulou dans Lafa elihle kakhulu (1958), Pietermaritzburg: Shuter and Shooter

### Essais sur la langue zouloue
- Uhlelo lwesiZulu, Pietermaritzburg: Shuter and Shooter (1956)
- Learn Zulu, Pietermaritzburg: Shuter and Shooter (1958)
- Compact Zulu Dictionary. London: Dent.